# Pret-a-porter – Divatdiktátorok
A Pret-a-porter – Divatdiktátorok (Prêt-à-Porter) 1994-ben bemutatott filmvígjáték. A filmet Robert Altman rendezte, aki egyben a film producere is volt, a forgatókönyvet Barbara Shulgassersel írta. A film Párizsban játszódik, pontosabban Sergei, az orosz szabó körül, akit Isabella de la Fontaine a divatszindikátus vezetőjének meggyilkolásá miatt köröz a rendőrség. A szereplőket olyan hírességek alakítják, mint például Marcello Mastroianni, Julia Roberts, Kim Basinger, Tim Robbins, Sophia Loren és Forest Whitaker. A film a Miramax megbízásából készült, a magyar szinkront a MOKÉP készítette.

## Szereplők
| Szereplő                | Színész              | Magyar hang      |
| ----------------------- | -------------------- | ---------------- |
| Szergej (Sergio)        | Marcello Mastroianni | Fülöp Zsigmond   |
| Isabelle de la Fontaine | Sophia Loren         | Szegedi Erika    |
| Olivier de la Fontaine  | Jean-Pierre Cassel   | Szacsvay László  |
| Kitty Potter            | Kim Basinger         | Kovács Nóra      |
| Sophie Choiset          | Chiara Mastroianni   | Györgyi Anna     |
| Milo O`Brannigan        | Stephen Rea          | Alföldi Róbert   |
| Simone Lowenthal        | Anouk Aimée          | Földi Teri       |
| Jack Lowenthal          | Rupert Everett       | Jakab Csaba      |
| Pilar                   | Rossy de Palma       | Simon Mari       |
| Kiki Simpson            | Tara Leon            | Floros Zoé       |
| Dane Simpson            | Georgianna Robertson | Náray Erika      |
| Fiona Ulrich            | Lili Taylor          | Kocsis Judit     |
| Albertine               | Ute Lemper           | Prókai Annamária |
| Cy Bianco               | Forest Whitaker      | Hankó Attila     |
| Reggie                  | Tom Novembre         | Varga Tamás      |
| Cort Romney             | Richard E. Grant     | Schlanger András |
| Violetta Romney         | Anne Canovas         | Antal Olga       |
| Anne Eisenhower         | Julia Roberts        | Tóth Enikő       |
| Joe Flynn               | Tim Robbins          | Selmeczi Roland  |
| Slim Chrysler           | Lauren Bacall        | Tímár Éva        |
| Clint Lammeraux         | Lyle Lovett          | Végh Péter       |
| Nina Scant              | Tracey Ullman        | Kiss Erika       |
| Sissy Wanamaker         | Sally Kellerman      | Andai Györgyi    |
| Regina Krumm            | Linda Hunt           | Halász Aranka    |
| Louise Hamilton         | Teri Garr            | Szabó Éva        |
| Major Hamilton          | Danny Aiello         | Láng József      |
| Tantpis felügyelő       | Jean Rochefort       | Gruber Hugó      |
| Forget felügyelő        | Michel Blanc         | Rudas István     |
| Nina asszisztense       | François Cluzet      | Breyer Zoltán    |
| Sissy asszisztense      | Katarzyna Figura     | Madarász Éva     |
| Regina asszisztense     | Sam Robards          | Dózsa Zoltán     |
| Ketut                   | Tapa Sudana          | Kajtár Róbert    |
| Milo asszisztense       | Laura Benson         | Mics Ildikó      |
| Milo asszisztense       | Laurent Lederer      | Breyer Zoltán    |
| Halottkém               | Yann Collette        | Németh Gábor     |
| TV-s riporternő         | Alexandra Vandernoot | Spilák Klára     |
| Hotelportás             | André Penvern        | Pataki Imre      |
| Londiner                | Maurice Lamy         | Seszták Szabolcs |
| Önmaga                  | Harry Belafonte      | Csikos Gábor     |
| Önmaga                  | Cher                 | Prókai Annamária |
| Önmaga                  | Elsa Klensch         | Koffler Gizi     |
| Önmaga                  | Claude Montana       | Orosz István     |
| Önmaga                  | Thierry Mugler       | Orosz István     |
| Önmaga                  | Sonia Rykiel         | Kassai Ilona     |
| Önmaga                  | Jean-Paul Gaultier   | Németh Gábor     |
| Önmaga                  | Christian Lacroix    | Németh Gábor     |
| Önmaga                  | Gianfranco Ferré     | Kajtár Róbert    |

## Díjak és jelölések
Golden Globe-díj (1995)
- jelölés: Legjobb filmmusicalnek vagy vígjátéknak
- jelölés: Legjobb női mellékszereplőnek (Sophia Loren)

National Board of Review (1994)
- díj: legjobb színészgárda (Marcello Mastroianni, Sophia Loren, Jean-Pierre Cassel, Kim Basinger, Chiara Mastroianni, Stephen Rea, Anouk Aimée, Rupert Everett, Rossy de Palma, Tara Leon, Georgianna Robertson, Lili Taylor, Ute Lemper, Forest Whitaker, Tom Novembre, Richard E. Grant, Anne Canovas, Julia Roberts, Tim Robbins, Lauren Bacall, Lyle Lovett, Tracey Ullman, Sally Kellerman, Linda Hunt, Teri Garr, Danny Aiello, Jean Rochefort, Michel Blanc)